# طية دائرية (تشريح)
الطيات الدائرية (صممامات كيركرينغ) (تعرف أيضاً باسم الثنيات الدائرية) هي صمامات كبيرة في تجويف الأمعاء الدقيقة.

## التركيب
تتكون هذه الطيات من طبقات مضاعفة من الغشاء المخاطي ، بحيث ترتبط طبقتا الطية بأنسجة تحت مخاطية.

## الاختلاف عن الطيات المعوية الأخرى
بخلاف الطيات المعدية الموجودة في المعدة، فالطيات الدائرية دائمة ولا تُطمس عندما لا تكون الأمعاء منتفخة.
المسافة بين الطيات الدائرية أصغر من قبيبات الأمعاء الغليظة وعلى النقيض من القبيبات، تصل الطيات الدائرية حول محيط الأمعاء كاملاً. يمكن أن تساعد هذه الاختلافات في التمييز بين الأمعاء الدقيقة والقولون في تصوير بالأشعة السينية للبطن.

## الموقع
تمتد غالبية الطيات الدائرية بشكل مستعرض حول أسطوانة الأمعاء الدقيقة لمسافة نصف أو ثلثي محيطها، لكن بعضها يشكّل دوائر كاملة، والبعض الآخر ذات اتجاه دوامي، وهذا النوع الأخير يمتد عادةً لمسافة أكثر بقليل.

## الحجم
الطيات الأكبر حجماً يكون عمقها سنتمتر واحد عند أوسع جزء فيها؛ لكن معظم الطيات تكون أصغر حجماً.
تتناوب الطيات الأكبر والأصغر مع بعضها البعض.

## التوزيع
لا توجد الطيات الدائرية في بداية الاثني عشر، لكنها تبدأ في الظهور بعد 2.5-5 سم بعد البواب.
في الجزء السفلي من الجزء الهابط، وتحت نقطة التقاء قناة الصفراء وقناة البنكرياس مع الأمعاء الدقيقة، تكون الطيات الدائرية أكبر ومتقاربة من بعضها.
في الأجزاء الأفقية من الأمعاء والنصف العلوي من الصائم تكون كبيرة وعديدة، لكن من هذه النقطة وصولاً إلى منتصف الدقاق، يقل عددها ويصغر حجمها.
أما في الجزء السفلي من اللفائفي تكاد الطيات الدائرية تختفي تماماً، ومن هنا يصبح هذا الجزء من الأمعاء ركيكاً نسبياً مقارنة مع الإثني عشر والمعي الصائم.

## الوظيفة
تبطئ الطيات الدائرية من مرور الطعام عبر الأمعاء، وتوفر مساحة سطح أكبر للهضم. وهي مغطاة بأصابع صغيرة تدعى بالزغابات المغوية. كل واحدة من هذه الزغابات مغطاة بزغيبات أصغر وهذه الأخيرة تمتص الدهون والمغذيات من الكيموس.

## وصلات خارجية
- صور تشريحية:39:12-0302 في مركز داونستيت الطبي التابع لجامعة نيويورك - "Intestines and Pancreas: The Jejunum and the Ileum"
- Diagram[وصلة مكسورة] at Clarion University of Pennsylvania